# Permaktron

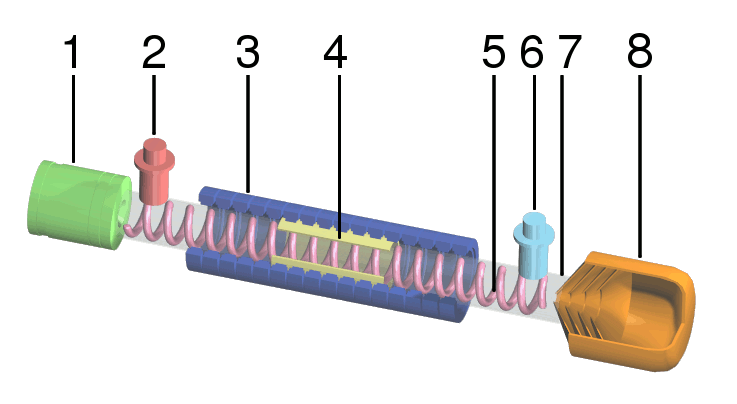
Konstrukce elektronky s postupnou vlnou (Helix TWT). (1) elektronová tryska; (2) VF vstup; (3) magnety; (4) Atenuátor; (5) spirální vinutí; (6) VF výstup; (7) vakuová trubice; (8) sběrač (sekundární anoda).

Permaktron je elektronka s postupující vlnou – Traveling-wave tube (TWT). Používá se jako nízkošumový širokopásmový zesilovač slabých emg signálů nebo jako laditelný VF generátor (BWO- BackWaveOscilator). Pracuje v mikrovlnných pásmech od 300 MHz do 50 GHz a 95 GHz – 1 THz se ziskem 40–70 dB a šířkou pásma větší než oktáva.

## Princip činnosti
Spočívá v interakci mezi elektronovým paprskem a VF elektromagnetickým polem. Rychlost elektronového svazku je dána anodovým napětím, nábojem elektronu a jeho hmotností. Rychlost vlny se rovná rychlosti světla.
Rychlost vlny je třeba snížit na stejnou rychlost jakou má svazek elektronů použitím spirálovité elektrody. Vlna urazí stejnou vzdálenost v ose jako elektrony ve svazku. (musí projít po mnohem delší cestě – závitech spirály) Signálu postupujícímu po spirále se říká pomalá vlna.
Ve vlnovodu se spirálovou elektrodou která zpomaluje běžící emg vlnu, prochází svazek elektronů. Na elektron pohybující se stejnou rychlostí jako elektromagnetická vlna, působí síla nezávisle na čase. Jestliže je touto silou brzděn, předává energii poli po celou dobu průchodu vlnovodem.(Elektrony předávají vlně energii po celou dobu průletu podél spirály.)
Elektron, který vstoupí do pole vlny mimo periodu bude naopak urychlován stejnou dobu.
V postupující vlně však dochází ke shlukování elektronů a za ideálních podmínek je počet brzděných elektronů mnohonásobně větší, než urychlovaných a signál se zesiluje.

## Konstrukce
Permaktron tvoří vakuová trubice do níž ústí elektronová tryska tvořená katodou, zaostřovací elektrodou a duální anodou, kde první anoda tvaruje paprsek na požadovanou velikost a hustotu a druhá řídí paprsek do požadovaného směru (zpravidla v ose na opačném konci trubice). Kolem paprsku probíhá vodivá spirála, která tvoří nízkoimpedanční VF vedení na které je pomocí směrových vazebních členů přiveden VF vstup a výstup (vlnovody). Uprostřed je spirála obklopena atenuátorem, který upravuje rezonanční vlastnosti spir. vedení. Celá vakuová trubice je vložena do prstencového permanentního magnetu vytvářejícího magnetické pole podél trubice, které soustřeďuje paprsek elektronů do úzkého svazku.
Pracovní frekvenční oblast elektronek s postupnou vlnou byla omezena technologií výroby velmi malých spirál a průchodem dostatečného proudu středem spirály. S rostoucím kmitočtem klesají rozměry celého zařízení a rovněž nároky na hloubku vakua uvnitř trubice. Pomocí litografie a leptání lze vytvořit šroubovou strukturu o průměru několika desítek mikrometrů, což odpovídá prac. kmitočtu 1THz. Tak malé rozměry umožňují funkci i při průchodu elektronového svazku vně spirály. Pro výrobu se používá SiO/BeO substrát jako matrice pro spirálu, zlato jako materiál spirály a syntetický diamant jako nosič spirály.
Pokud uvažujeme o takto vyrobeném zařízení pro 1 THz se spirálou Ø 26 μm, napětí svazku 9 kV, proud svazku 5,6 mA můžeme získat výstupní výkon v saturaci 200 mW, zisk 33 dB a šířku pásma přes několik oktáv.

## Použití
Zejména jako přesný vysokofrekvenční generátor (BWO) laditelný v širokém pásmu (pro radar), jako zesilovač MW signálu, jako výkonový zesilovač v satelitních transpondérech, případně jako zdroj i jako detektor vf magnetického pole při testování kompatibility EMC a odolnosti zařízení proti EMP.